# Quatuor Amadeus
Pour les articles homonymes, voir Amadeus.
Le Quatuor Amadeus est un célèbre quatuor à cordes anglais du XXe siècle, fondé à Londres en 1947 et dissous en 1987.

## Historique
C'est en 1948 que le quatuor Amadeus est apparu officiellement pour la première fois sous ce nom lors d'un concert mémorable au Wigmore Hall de Londres. Les débuts du quatuor sont toutefois antérieurs. Déjà le 13 juillet 1947 les mêmes musiciens ont donné (sous le nom de quatuor Brainin) un concert remarqué dans la grande salle du  Darlington Hall avec des œuvres de Mozart, Schubert et Beethoven.
Les quatre musiciens se sont connus à Londres où les trois jeunes violonistes autrichiens Norbert Brainin, Siegmund Nissel et Peter Schidlof s'étaient réfugiés parce qu'ils étaient juifs. Ils étaient alors tous les trois les élèves du même professeur, Max Rostal. Lorsque l'idée de fonder un quatuor était née et qu'avait été clarifiée la question de savoir si Schidlof était prêt à abandonner le violon pour l'alto, ils demandèrent au jeune anglais Martin Lovett de les rejoindre comme violoncelliste.
Tandis qu'à la même époque, ils rencontrent, entre autres, Georges Enesco avec lequel ils perfectionnent leurs quatuors de Beethoven, au Morley College ils font  la connaissance de la fille du compositeur Gustav Holst, Imogen Holst, qui comme directrice musicale du Darlington Hall les a soutenus à leurs débuts en leur procurant par exemple la somme nécessaire à leur premier concert. C'est alors que commence l'histoire du succès sans équivalent que les quatre musiciens vont connaître leur vie durant.
Trois ans après la fondation du quatuor et ses débuts à Londres, les quatre musiciens réalisent en 1951 leur premier enregistrement (le quatuor en sol majeur de Franz Schubert Cd 887) pour Deutsche Grammophon. Des enregistrements de presque tous les grands quatuors classiques et romantiques sont réalisés les années suivantes ainsi que des enregistrements d'œuvres du XXe siècle (par exemple les 2e et 3e quatuors de Benjamin Britten). Parallèlement, lors de concerts et d'enregistrements, le quatuor est régulièrement élargi pour des quintettes à cordes (Mozart, Schubert, Brahms, Bruckner) et des sextuors à cordes (Brahms). Les invités sont toujours les mêmes : Cecil Aronowitz comme deuxième alto et William Pleeth comme second violoncelle.
Le Quatuor Amadeus est, sans doute, le plus prolifique des quatuors à cordes de l'histoire du disque.[réf. souhaitée]
Leur enregistrement du quintette en ut majeur D 956 de Franz Schubert est resté légendaire. En 1969, les 4 membres du quatuor sont désignés docteurs honoris causa de l'Université de New York. De 1980 jusqu'à la dissolution en 1987, le quatuor enseigne à l'École supérieure de musique de Cologne, où de nombreux musiciens aujourd'hui renommés ont étudié.
Le quatuor est dissous à la mort de Peter Schidlof le 15 août 1987, après près de 40 années d'existence.
Le violoniste Norbert Brainin décède le 10 avril 2005 à l'âge de 82 ans.

## Composition
- Norbert Brainin, premier violon (1923-2005). Ses violons ont été d'abord un Petrus Guarneri de Venise, puis un Guarnerius del Gesù "ex-Rode" de 1734, puis le Stradivarius de 1725 "La Chaconne", et enfin le Stradivarius Gibson-Huberman.
- Siegmund Nissel (en), second violon (1922-2008). Ses violons ont été d'abord un Petrus Guarnerius puis le Stradivarius de 1731 "Le Payne".
- Peter Schidlof, alto (1922-1987). Ses altos étaient le Stradivarius "Macdonald" de 1719 et un Nicolas Bergonzi de 1792.
- Martin Lovett (en), violoncelle (1927-2020). Ses violoncelles étaient des Stradivari, "Le Bonjour" de 1690, puis "Le Vaslin" de 1725, et également un Gennaro Gagliano de 1748[1].

## Discographie (sélection)
- Haydn, Quatuor op. 3 n° 5 "Sérénade" ; Les sept paroles du Christ sur la Croix ; Quatuors op. 54 n° 1; 2 et 3 ; Quatuors op. 74 n° 1 et 3 "Le cavalier" ; Quatuor op. 77 n° 1 ; Quatuor inachevé op. 103.
- Mozart, Les Quatuors à cordes, K 80, 155-160, 168-173, 387, 421, 428, 458, 464, 465, 499, 575, 589 et 590, 6 CD Deutsche Grammophon – Collectors Edition (the colour of classics).
- Beethoven, Les Quatuors à cordes, opus 18, 59, 74, 95, 127, 130, 131, 132 et 135, 7 CD Deutsche Grammophon – Collectors Edition (the colour of classics).
- Schubert, Quatuor D. 87 ; Quatuor D. 112 ; Quartettsatz D. 703 ; Quatuor D. 804 ; Quatuor D. 810 La jeune fille et la mort ; Quatuor D. 887 ; Caprice en mi mineur op. 81 Les trois Quatuors Deutsche Grammophon 7 CD 474 730-2.
  - Quintette à cordes D 956, opus 163, avec William Pleeth 2e violoncelle, Grand prix des discophiles, Deutsche Grammophon 139 105.
- Bruckner, Quintette à cordes en fa majeur ; Smetana, Quatuor à cordes n° 1 en mi mineur "De ma vie" ; Verdi, Quatuor à cordes en mi mineur ; Tchaïkovski, Quatuor à cordes n° 1 ; Dvořák, Quatuor n° 12 "Américain", 2 CD.
- Brahms, Quatuors à cordes n° 1, 2, 3 ; Quintettes à cordes n° 1 et 2 ; Sextuors n° 1 et 2.